# Kapel (kerkdeel)

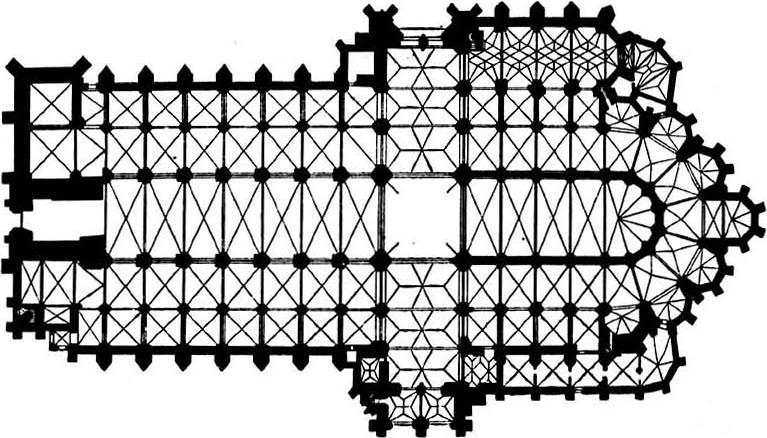
St-Janskathedraal, Den Bosch. Linksboven en -onder: zijkapellen. Rechts: straalkapellen

Een kapel in een kerk of kathedraal is een bouwkundig onderdeel van een kerkgebouw. Kapellen kunnen zich op diverse plaatsen in het kerkgebouw bevinden. Grote kerken en kathedralen bezitten soms tientallen kapellen, die meestal toegewijd zijn aan heiligen.

## Kapellen in kerken naar type

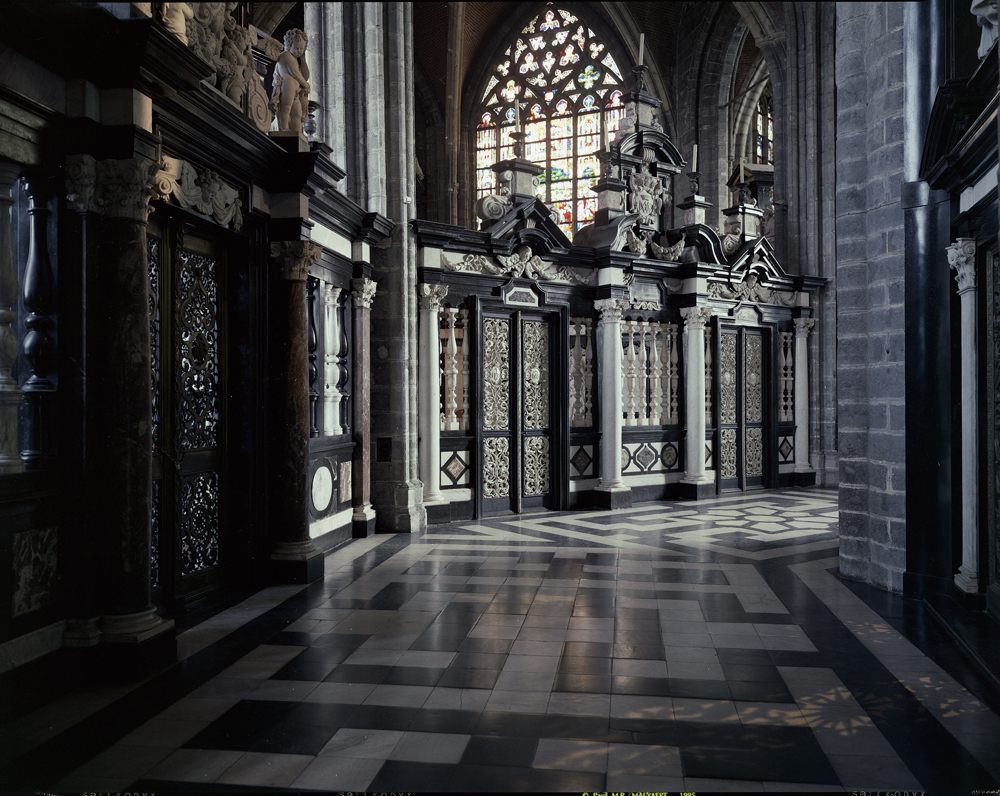
Kooromgang met straalkapellen in de Sint-Baafskathedraal, Gent

### Zij- en straalkapel
Een kapel kan direct bij de ingang van de kerk gesitueerd zijn, maar is meestal een zijruimte van een zijbeuk of een uitbouw van de kooromgang bij het priesterkoor. Bij Engelse kathedralen is soms direct achter het hoofdaltaar een lady chapel aanwezig, een grote kapel toegewijd aan de maagd Maria. De kapel van Henry VII in de kathedraal van Westminster was oorspronkelijk een lady chapel en is groter dan menige kerk.

### Devotiekapel
In een kapel bevindt zich vrijwel altijd een altaar dat is toegewijd aan een heilige of een bepaalde devotie. Zo is een Mariakapel een kapel waar een beeld van Maria wordt vereerd, een sacramentskapel een kapel waar het Heilig Sacrament wordt uitgestald en aanbeden en een Sint-Antoniuskapel een kapel waar de heilige Antonius van Padua wordt vereerd. Soms is een kapel aan een specifiek aspect van devotie gewijd, zoals het Heilig Hart van Jezus of Onze Lieve Vrouw van Altijddurende Bijstand. Bekende devotiekapellen in Nederland zijn de kapel van de Zoete Moeder in de Sint-Janskathedraal in Den Bosch en de kapel van de Sterre der Zee in de Onze-Lieve-Vrouwebasiliek in Maastricht. In België kan de kapel van Onze Lieve Vrouw van Kortenbos in de Basiliek van Onze-Lieve-Vrouw van Kortenbos genoemd worden.

### Privékapel

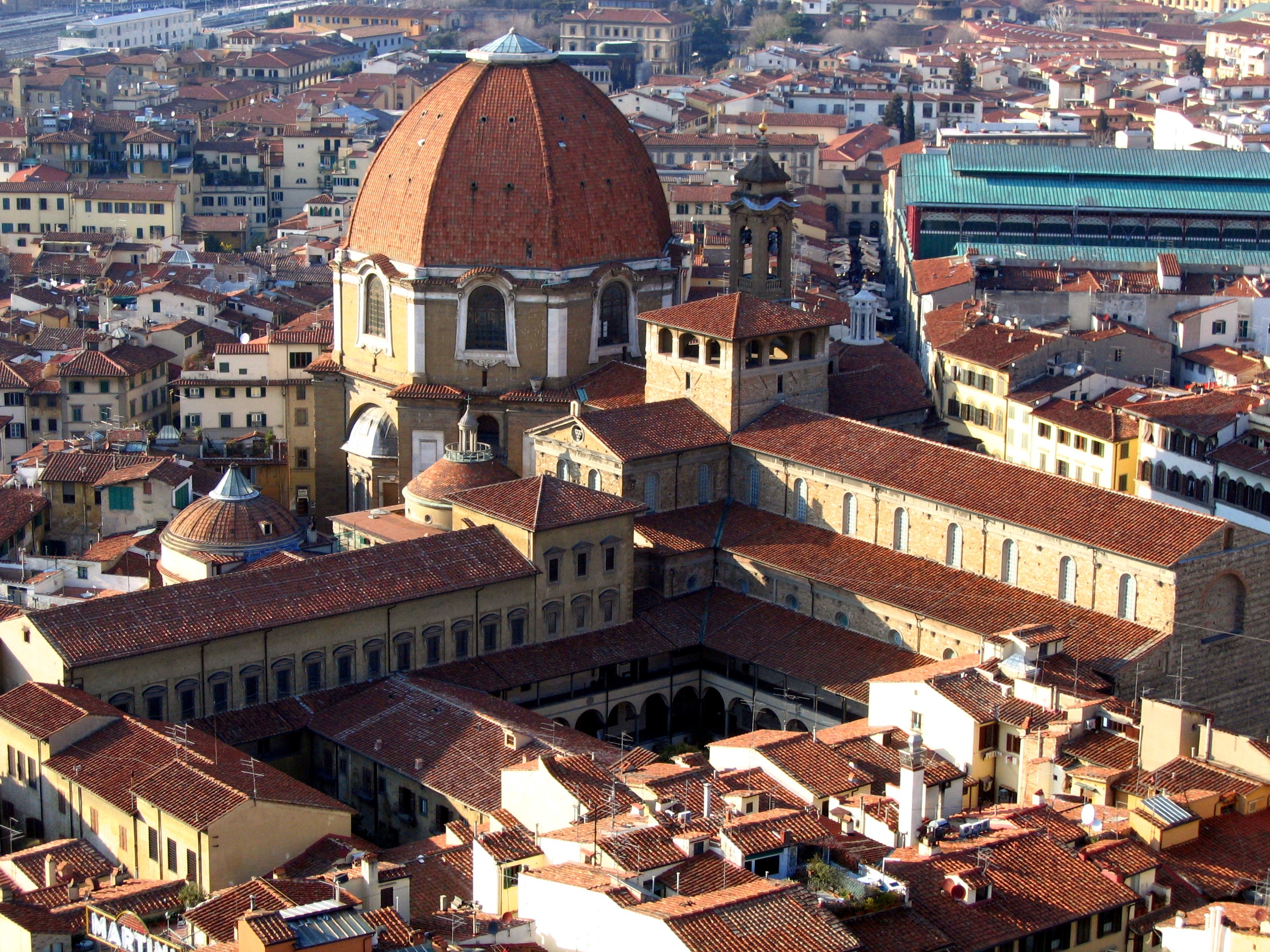
Privékapel en mausoleum Cappelle Medicee (met koepel) in de basiliek van San Lorenzo, Florence

Sommige kapellen zijn gereserveerd voor bepaalde personen. Zo bezaten enkele Duitse eigenkerken een troonloge of keizerkapel in het westwerk van de kerk, die bedoeld was voor de Rooms-Duitse koning of keizer als deze verkoos de mis bij te wonen. In de Maastrichtse Sint-Servaasbasiliek bevindt zich naast deze troonloge de Proostenkapel, uitsluitend toegankelijk voor de proost van het Sint-Servaaskapittel. De basiliek van San Lorenzo en de basiliek van Santa Croce in Florence hebben beide een privékapel voor leden van de Medici-familie; de Cappelle Medicee in eerstgenoemde kerk is bijna groter dan de kerk zelf. In sommige dorpskerken in Engeland is nog steeds een kapel gereserveerd voor adellijke lieden, meestal de bewoners van een nabijgelegen kasteel.

### Gildekapel
In middeleeuwse stadskerken hadden de meeste gilden een eigen kapel vernoemd naar de patroonheilige van het gilde. In grotere kerken was aan elke zijkapel en elk zijaltaar een kapelaan verbonden, die daar dagelijks missen opdroeg. De kosten daarvoor werden gedragen door privépersonen of gilden, die in ruil daarvoor intenties konden laten opdragen voor hun zieleheil, waarbij de heilige waarnaar de kapel vernoemd was geacht werd als bemiddelaar op te treden. In de middeleeuwen waren aan de meeste altaren beneficies verbonden, meestal bestaande uit de inkomsten van landerijen, die door weldoeners aan de kerk waren nagelaten.

### Dagkapel
Grote kerken maken tegenwoordig vaak gebruik van een dagkapel, een kapel waar op doordeweekse dagen de mis wordt opgedragen voor een kleine groep gelovigen. Het gebruik van een dagkapel brengt enerzijds lagere energiekosten (verlichting en verwarming van kerk of kapel) met zich mee en voorkomt anderzijds dat men zich verloren voelt in een grote, lege kerk. Een voorbeeld is de Sint-Servaaskapel in Maastricht.

### Doopkapel
Een doopkapel is een kapel waar het doopvont de plaats van het altaar inneemt. Doopkapellen zijn meestal niet toegewijd aan bepaalde heiligen en worden uitsluitend gebruikt voor doopplechtigheden. In Zuid-Europa is de doopkapel of baptisterium vaak een vrijstaand gebouw, naast de kathedraal of parochiekerk.

## Voorbeelden van kapellen in kerken

### Nederland en België
In België zijn alle kathedrale en de meeste grotere kerken voorzien van meerdere kapellen. Met name de Onze-Lieve-Vrouwekathedraal in Antwerpen, de Kathedraal van Sint-Michiel en Sint-Goedele in Brussel en de Onze-Lieve-Vrouwekathedraal in Doornik tellen een groot aantal zij- en straalkapellen. In Nederland beschikken onder andere de Sint-Janskathedraal in 's-Hertogenbosch en de Sint-Servaasbasiliek in Maastricht over een groot aantal kapellen.

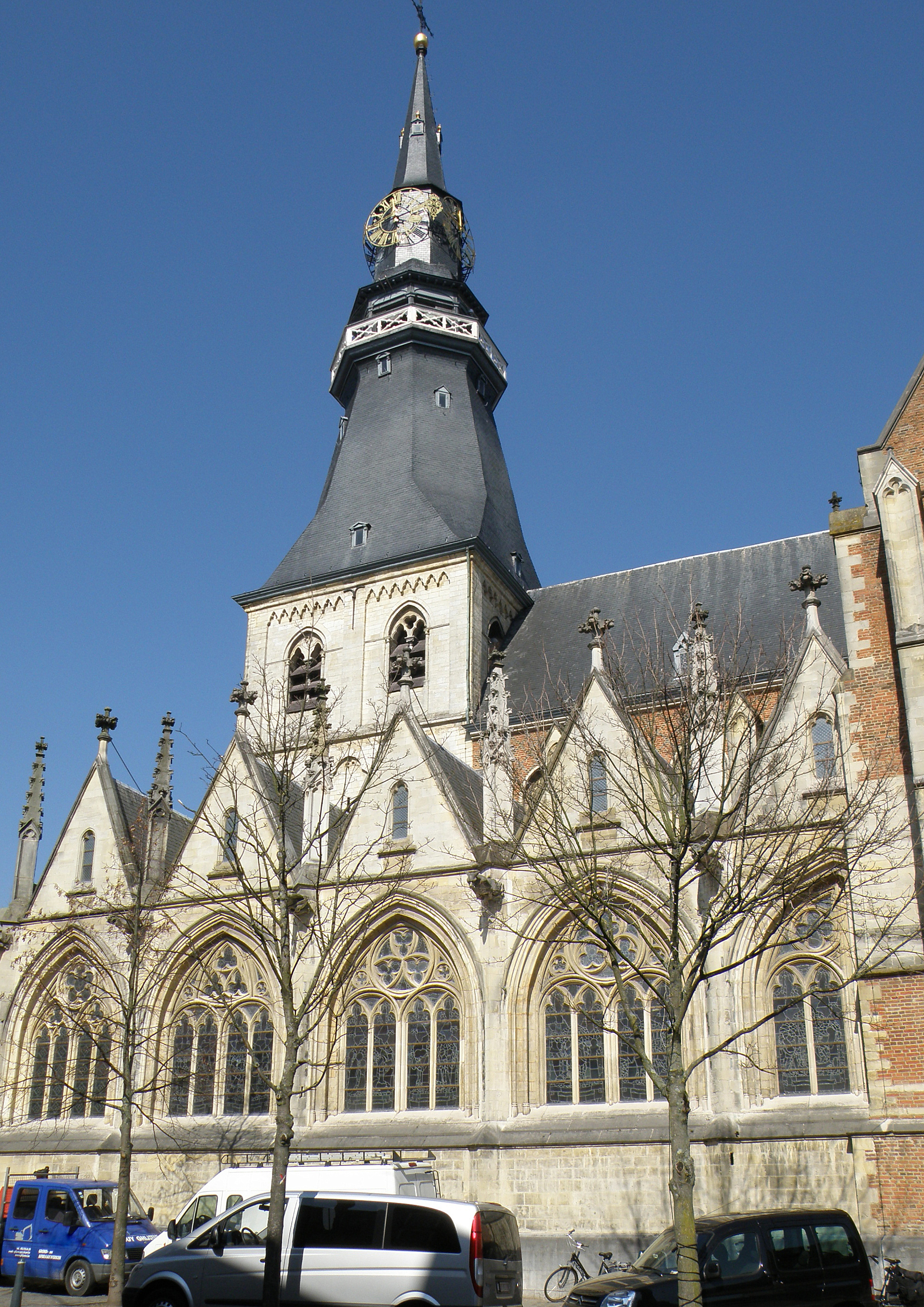
Zijkapellen St-Quintinus-kathedraal, Hasselt
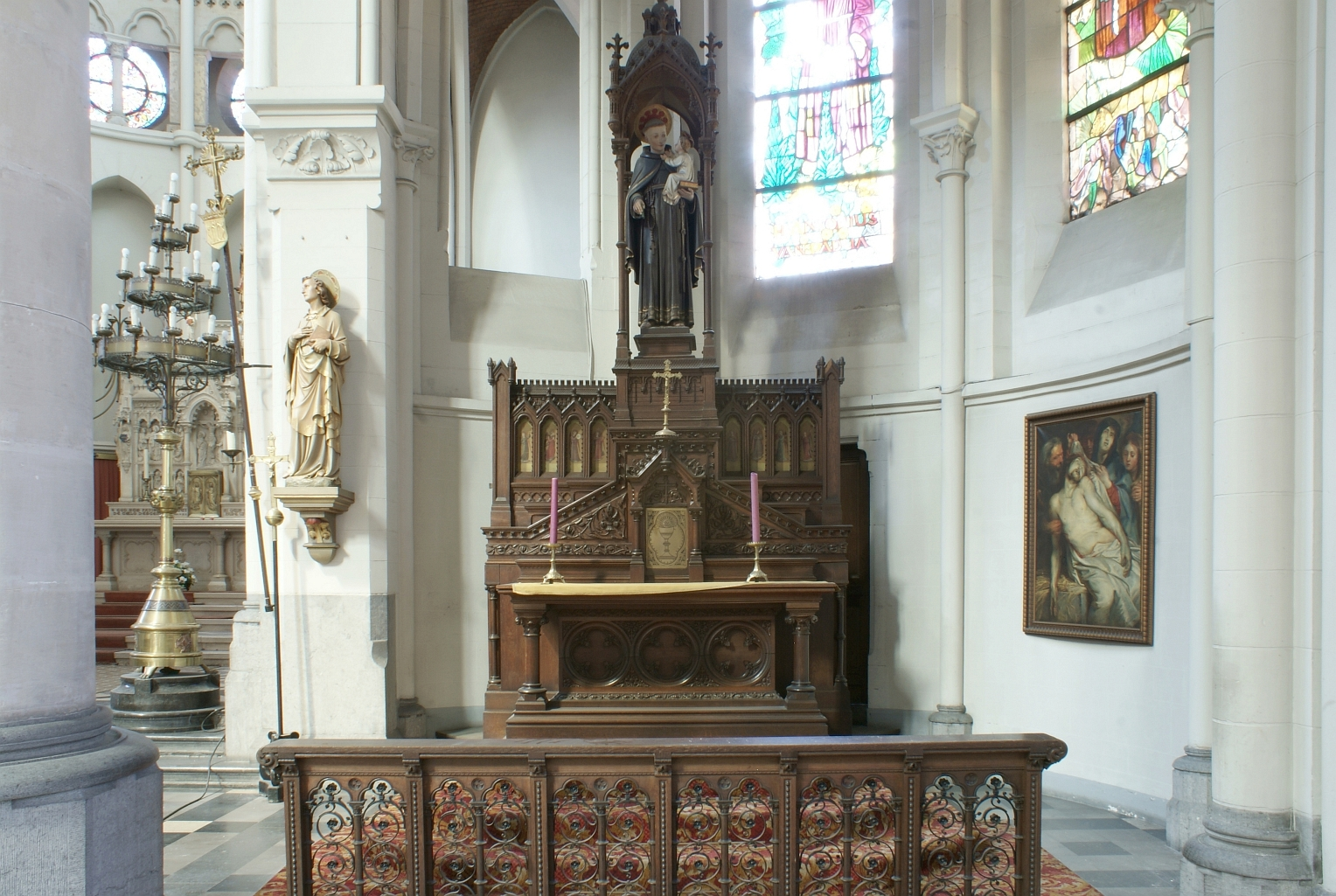
Sint-Antoniuskapel, Sint-Amanduskerk, Antwerpen
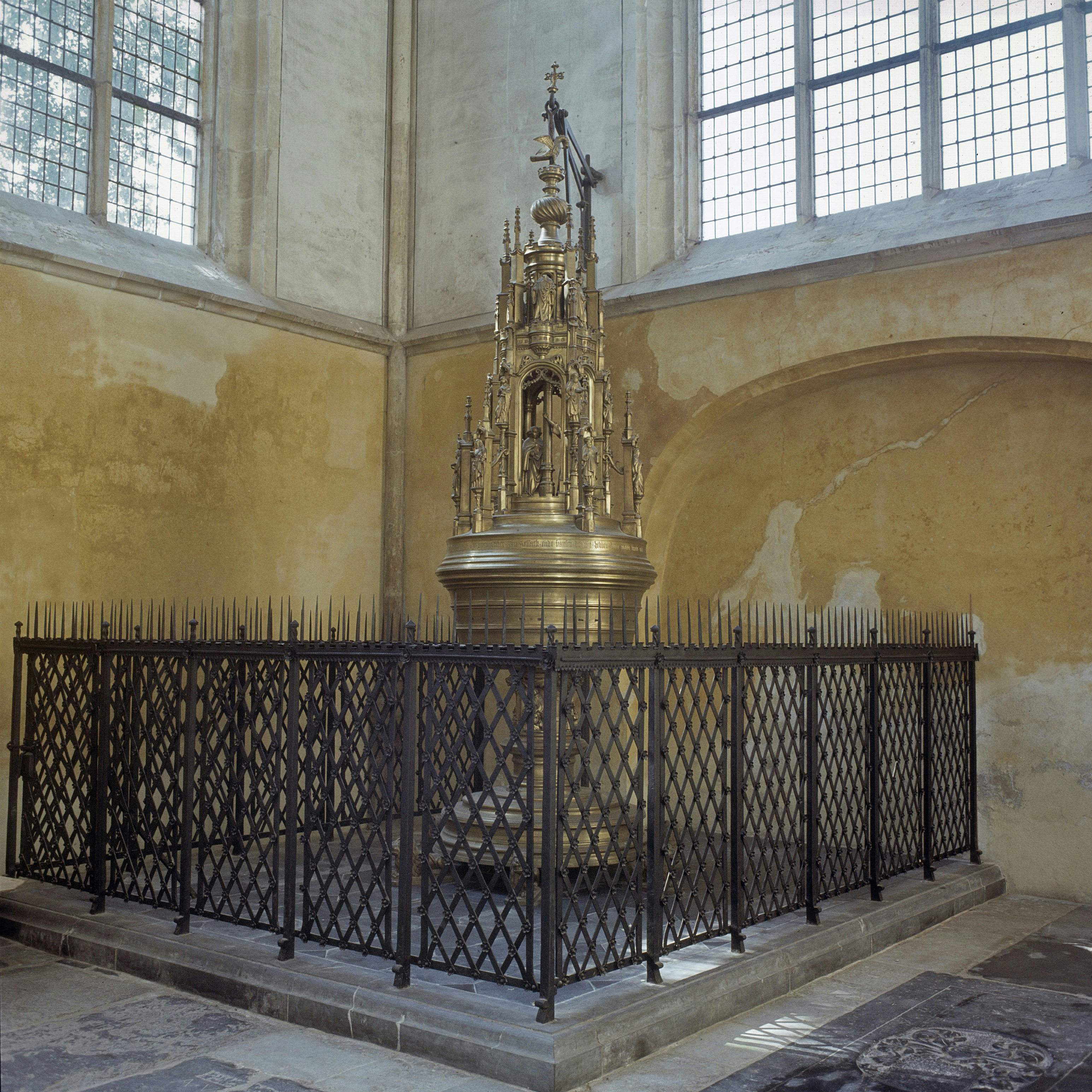
Doopkapel Sint-Walburgiskerk, Zutphen
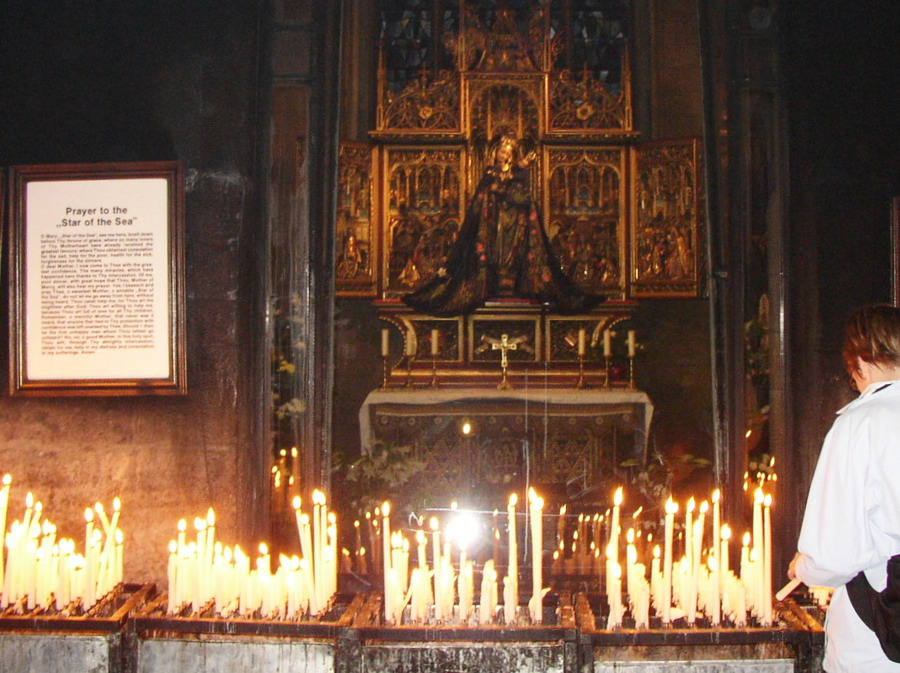
Sterre-der-Zeekapel, Maastricht

### Elders

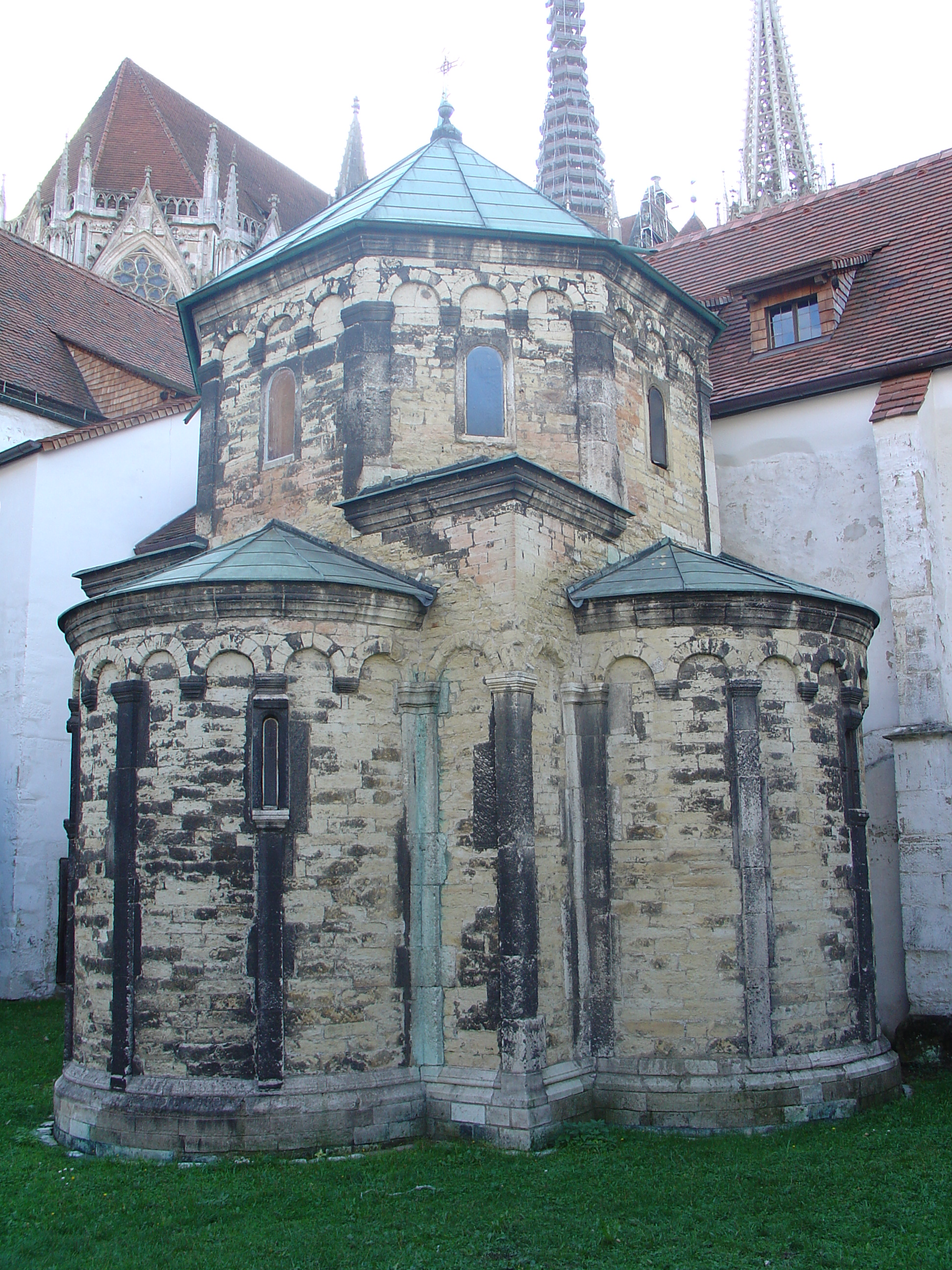
Allerheiligenkapel Dom van Regensburg
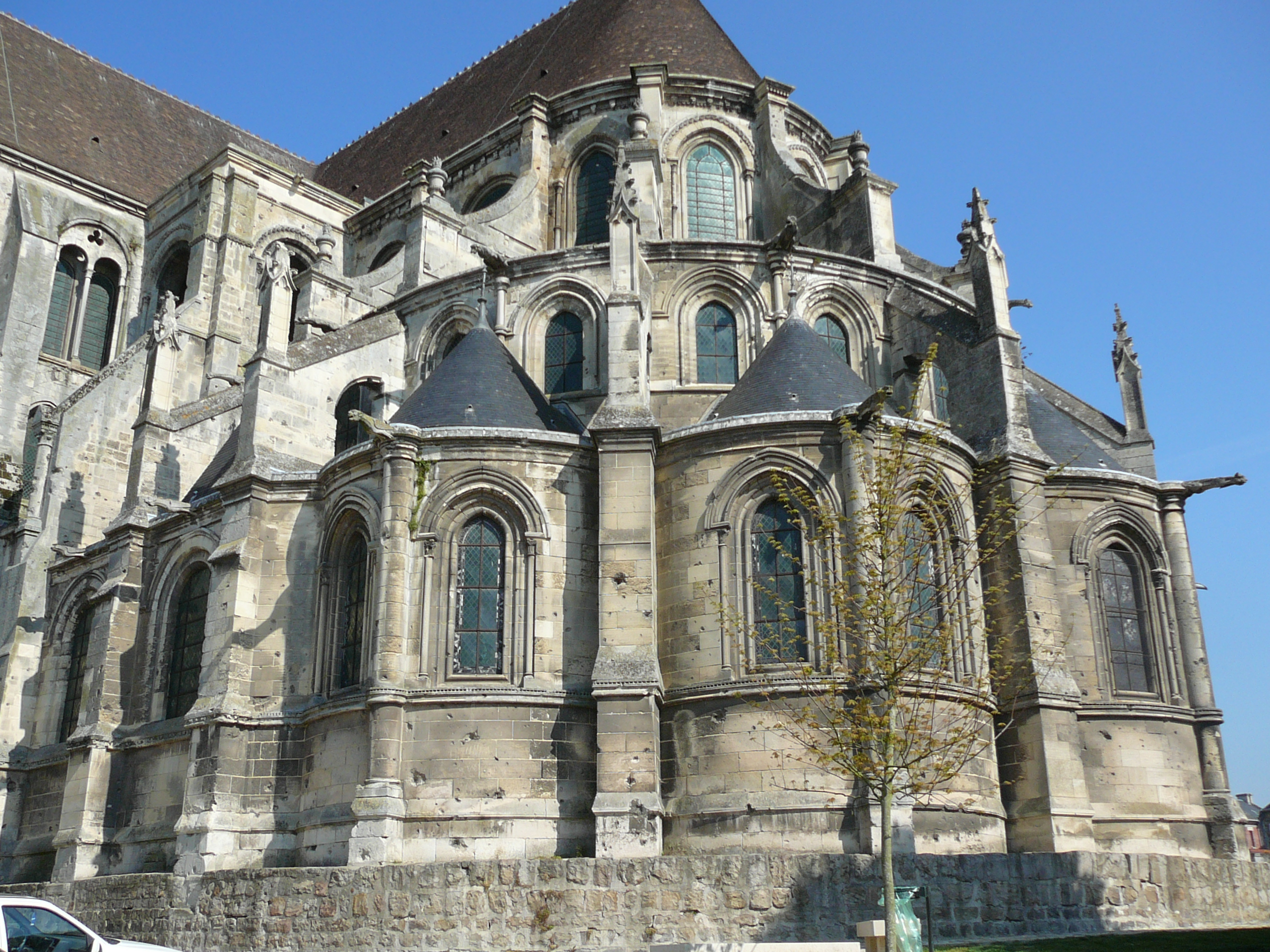
Krans van straalkapellen, Kathedraal van Noyon
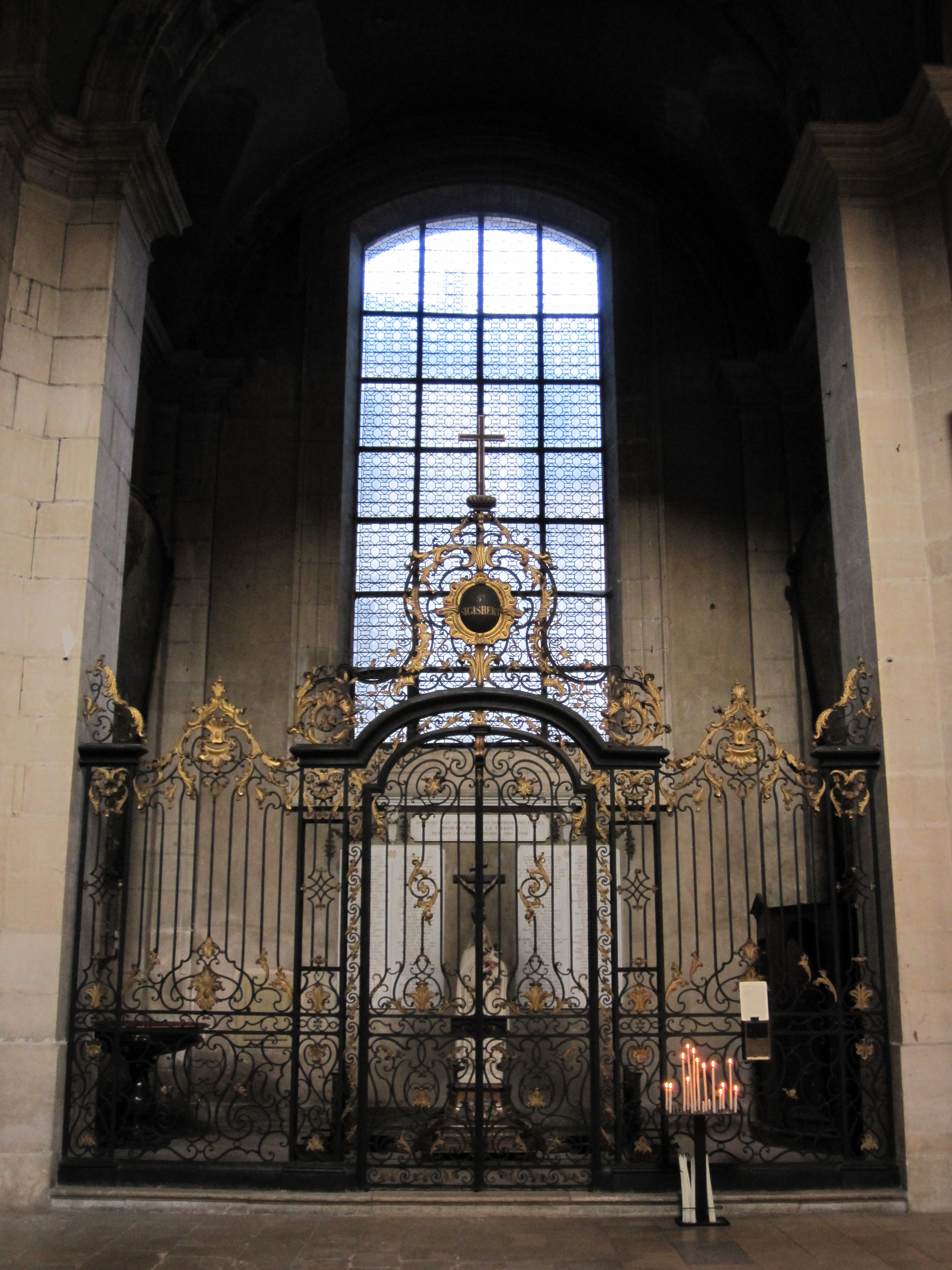
Kapel van St-Sigisbert, kathedraal van Nancy
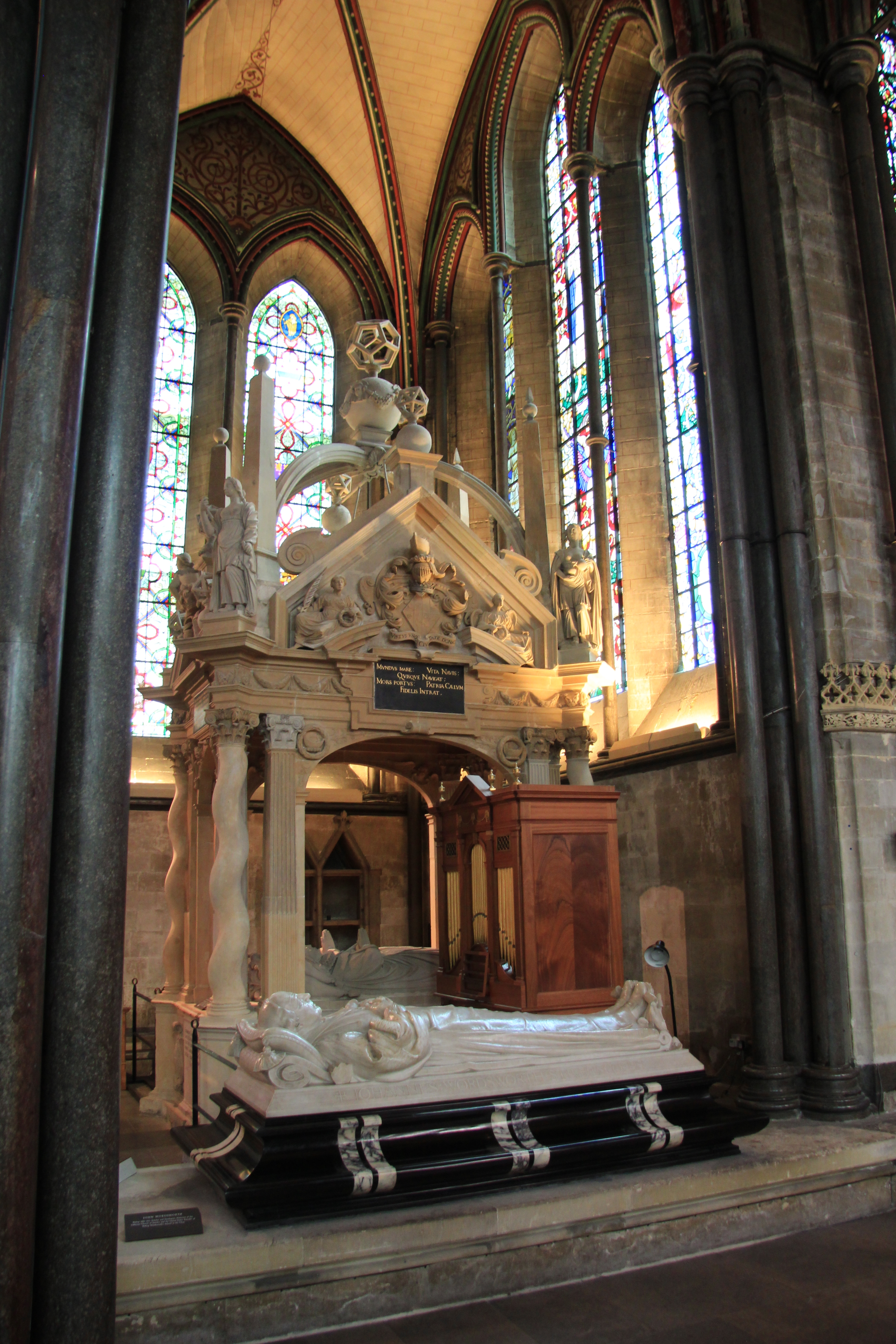
Privékapel Kathedraal van Salisbury